# Gitana X
Pour les articles homonymes, voir Gitana.
 (mars 2017).
Gitana X est un grand trimaran, sur plan Ollier-Schmidt, lancé en 2002. 

## Historique
Gitana X est le dixième voilier de Benjamin de Rothschild qui voulait offrir un cadre professionnel à sa passion nautique. Il décida de faire courir son équipe Gitana au championnat mondial de multicoques ORMA. Le trimaran est conçu autour d'une structure dite en X au niveau de ses bras de liaisons, pour centrer le poids du bateau et lui offrir une grande rigidité en navigation ainsi qu'un large cockpit permettant à l'équipage de manœuvrer plus facilement. Il s'agit d'une conception novatrice pour l'époque. Ce trimaran sera identifié par le numéro « FRA 10 » et sera skippé dans un premier temps par Lionel Lemonchois, puis par Thierry Duprey du Vorsent et pour finir par Marc Guillemot. L'écurie Gitana, attachée à la régate pure, tient à obtenir un bateau très performant pour effectuer des parcours entre 3 bouées, mais aussi être accessible en solitaire et en course au large.

## Palmarès
- Participation à la Route du Rhum 2002 (abandon sur casse du mat)
- 8e de la Transat Jacques Vabre 2003
- 10e de la Transat Québec-Saint-Malo 2004
- 4e de la Transat Jacques Vabre 2005